# Bol'šegrivskoe
Bol'šegrivskoe (in russo Большегривское?) è un insediamento operaio dell'oblast' di Omsk, in Russia, nella parte sud della Siberia Occidentale. È situato nel distretto Novovaršavskij.
Si trova a 9 km dalla riva dell'Irtyš, circa 150 km (in linea d'aria) a sud-est di Omsk e a circa 10 km dal confine con il Kazakistan.